# Arie Keppler
Arie Keppler (Amsterdam, 15 oktober 1876 – aldaar, 3 april 1941) was een idealist op het gebied van volkshuisvesting en van 1915 tot 1937 directeur van de Gemeentelijke Woningdienst Amsterdam. Onder zijn leiding werden in Amsterdam meer dan 30.000 woningen voor arbeiders gebouwd.

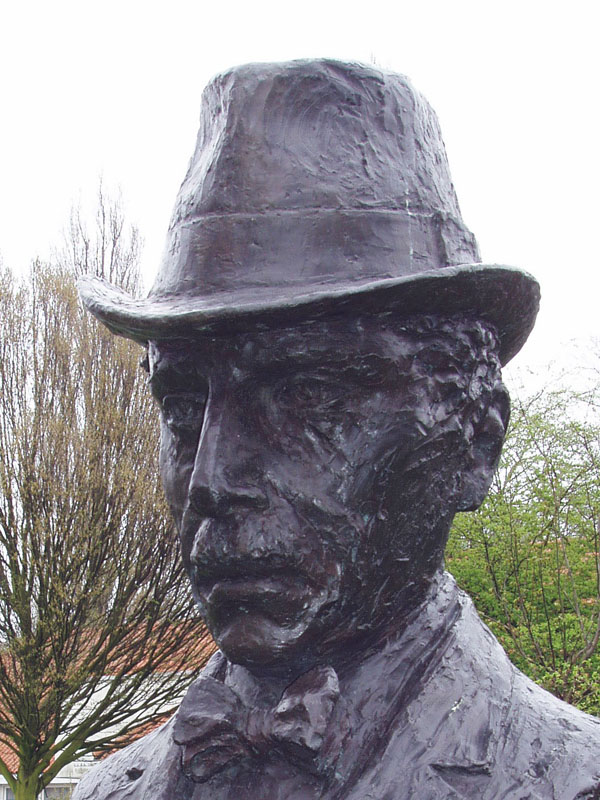
Standbeeld van volkshuisvester Arie Keppler op het Aldebaranplein in Tuindorp Oostzaan, gemaakt door Constance Wibaut uit 1999

## Levensloop
Arie Keppler werd geboren te Amsterdam op 15 oktober 1876 en overleed aldaar op 3 april 1941. Hij was de zoon van de zakenman Johann Georg Keppler en Antonia Hendrika Keppler. Op 27 mei 1909 huwde hij Josina Berdenis van Berlekom, met wie hij twee dochters en een zoon kreeg. Keppler was een zwager van muziekpedagoge Marie Berdenis van Berlekom, van politica en feministe Mathilde Berdenis van Berlekom en van Mathildes echtgenoot, de zakenman en SDAP-politicus Floor Wibaut.

## Start van zijn carrière

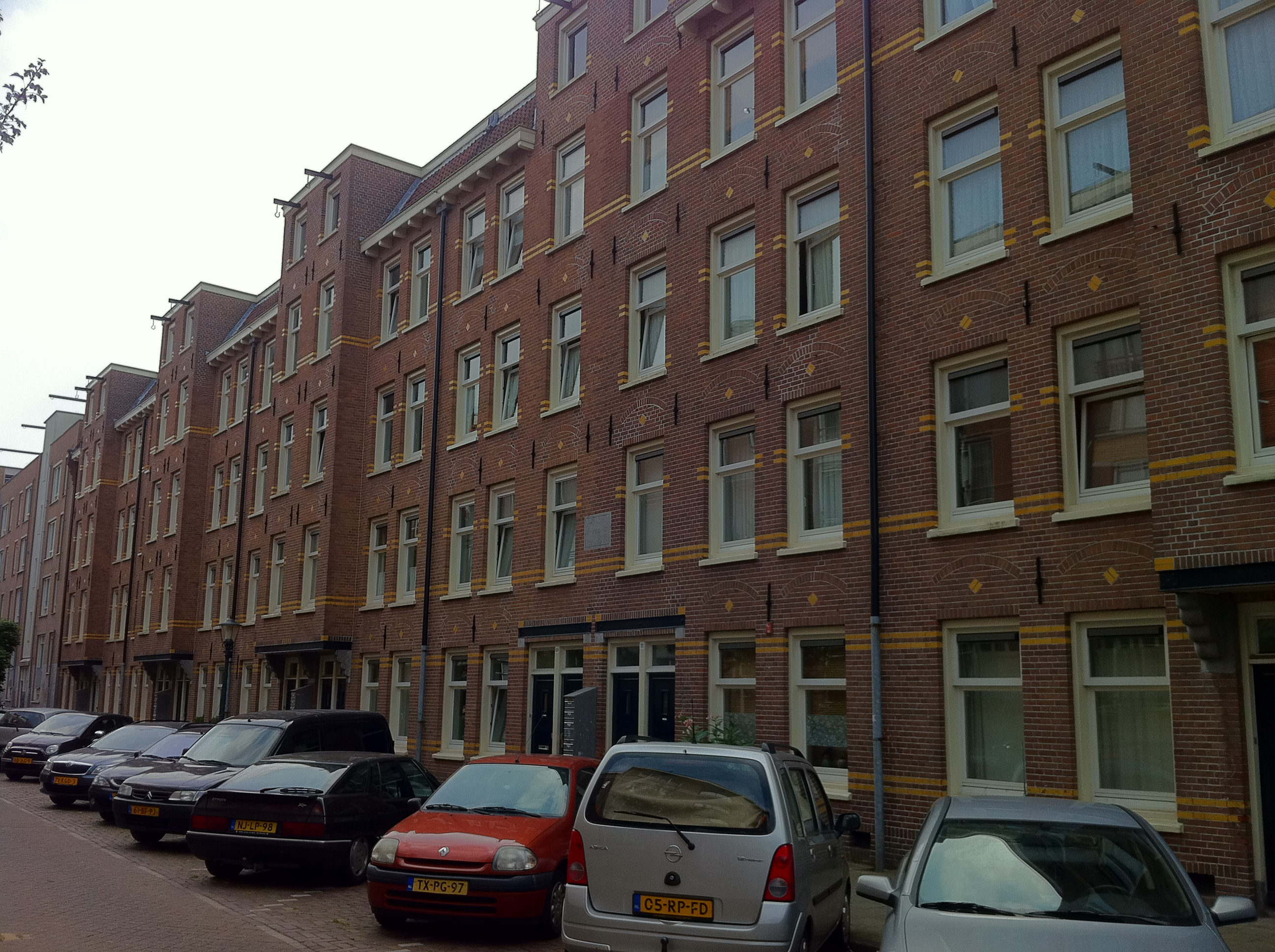
Eerste woningwetwoningen in Amsterdam uit 1909

Tijdens zijn studie Civiele Techniek aan de Polytechnische School te Delft maakte hij kennis met de woningnood onder de arbeidersgezinnen in de grote steden aan het eind van de 19de eeuw. In 1905 ging Arie Keppler werken als inspecteur van de gemeentelijke dienst Bouw- en Woningtoezicht. Zijn dagelijks werk bestond vooral uit het onbewoonbaar verklaren van krotwoningen. De uitvoering van de nieuwbouw van gesubsidieerde woningen volgens de enkele jaren daarvoor van kracht geworden Woningwet werd steeds maar uitgesteld. Hiervoor was particulier initiatief nodig zoals woningbouwverenigingen en dat kwam maar moeizaam tot stand. Arie Keppler ging dus helpen bij de oprichting ervan, zoals onder meer Rochdale. Deze realiseerde in 1909 als eerste in Amsterdam woningwetwoningen.

## Keuze voor laagbouw

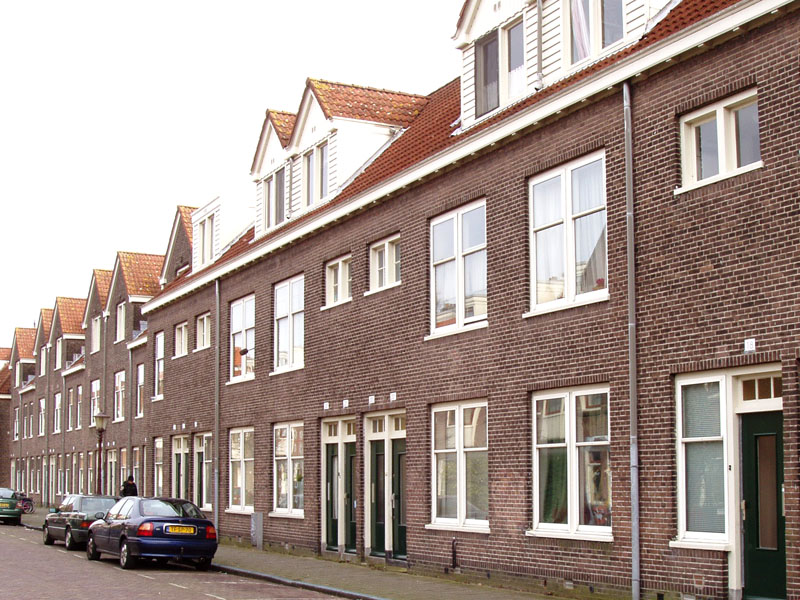
Woningen in twee lagen met een kap naar ontwerp van Willem Leliman in de Vogelbuurt

In 1910 begon de bouw van woningwetwoningen in de Vogelbuurt in de Nieuwendammerham. Arie Keppler kreeg hierbij een coördinerende rol. Geïnspireerd door het tuinstadmodel van Ebenezer Howard stelde hij voor om er in laagbouw te bouwen en niet in de gebruikelijke vier lagen. Dit lukte gedeeltelijk. Het eerste blok aan de zuidkant van het Spreeuwenpark was nog drie lagen met een kap. In de Leeuwerikstraat wist hij in samenwerking met de architect Willem Leliman en woningbouwvereniging Eigen Haard twee lagen met een kap te realiseren. Ook andere woningbouwverenigingen volgden daarna dit voorbeeld in de Vogelbuurt.

## Woningnood oplossen

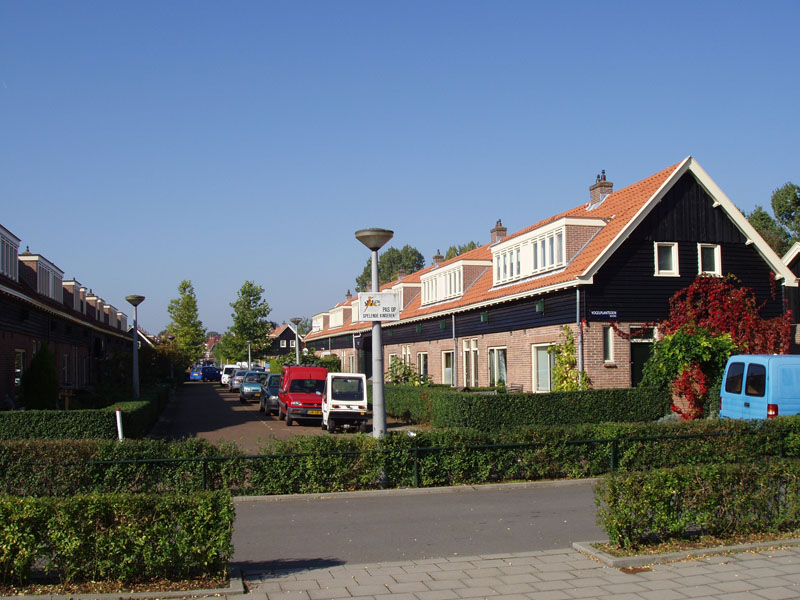
Arie Keppler over Vogeldorp en Disteldorp in 1918: “Het eengezins-arbeidershuis uit steen gebouwd heeft zijn intrede gedaan.”

Toen brak de Eerste Wereldoorlog uit. Ondanks de neutraliteit van Nederland was er groot gebrek aan bouwmaterialen en hierdoor dreigde de bouw van woningwetwoningen weer te stagneren. Arie Keppler, die net directeur geworden was van de nieuw ingestelde Gemeentelijke Woningdienst, coördineerde de inkoop van bouwmaterialen zodat de bouw door kon gaan. Om de productie van arbeiderswoningen nog op te voeren, werden Vogeldorp en Disteldorp op grond van de Woningnoodwet gefinancierd voor 35 jaar. Natuurlijk hield hij vast aan zijn streven naar laagbouw. De ruim 500 woningen, allemaal grondgebonden, staan er nog steeds.

## Woongebouwen voor arbeiders

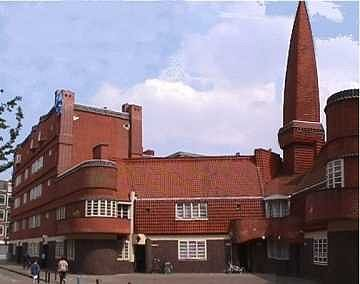
Monumentale woongebouwen voor arbeiders in de Spaarndammerbuurt, ontworpen door Michel de Klerk

Snel na de Eerste Wereldoorlog kwam de woningbouw in een stroomversnelling doordat het gebied van de Gemeente Amsterdam sterk uitgebreid werd. In hoog tempo vond stadsuitbreiding plaats in Amsterdam-Zuid (Stadionbuurt, Apollobuurt, Rivierenbuurt), in Amsterdam-West (Plan West, Spaarndammerbuurt), in Amsterdam-Oost (Transvaalbuurt, Watergraafsmeer) en in Amsterdam-Noord. Arie Keppler bleef de drijvende kracht achter de bouw van woningwetwoningen en zodoende raakte hij ook betrokken bij de uitvoering van Plan Zuid van architect Hendrik Petrus Berlage. Hij bepaalde veelal de keuze van de architecten voor het ontwerp van de bouwblokken. Aanvankelijk waren dit vooral architecten als Jop van Epen, die veel aandacht schonken aan de indeling van woningen. Later kreeg Arie Keppler een voorkeur voor architecten van de Amsterdamse School zoals Michel de Klerk, Jan Gratama en Berend Boeyinga. Het sprak hem zeer aan dat zij monumentale woongebouwen voor arbeiders ontwierpen. Overigens werden ook eisen aan de bewoners gesteld. Voor het opvoeden van bewoners met slechte woongewoonten werden de woonscholen gebouwd.

## Stedenbouwkundig conflict

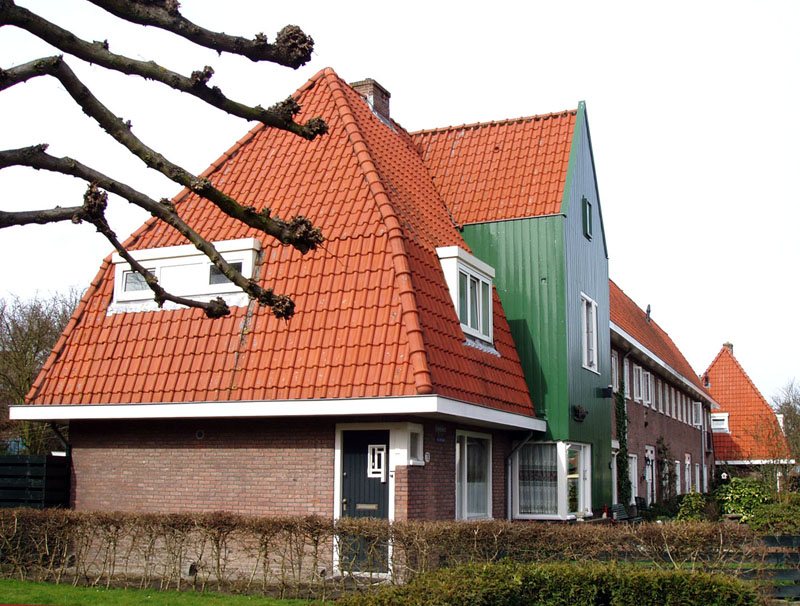
Woningen in Tuindorp Nieuwendam naar ontwerp van Jan Boterenbrood in de stijl van de Amsterdamse School

Arie Keppler bleef waar mogelijk het tuinstadmodel toepassen. Dit resulteerde in de tuindorpen Tuindorp Oostzaan, Tuindorp Nieuwendam, Tuindorp Buiksloot, Tuindorp Buiksloterham en Tuindorp Watergraafsmeer, die opgezet waren als zelfstandige gemeenschap met eigen voorzieningen (zoals winkels, verenigingsgebouwen, scholen). Kerken en horeca werden in de planning niet meegenomen want dat was “vergif voor het volk”. Via de ontwikkeling van tuindorpen ging de Woningdienst van Arie Keppler zich steeds meer met de stedenbouw bemoeien. Het Geraamteplan voor Amsterdam-Noord van de directeur Publieke Werken A.W. Bos uit 1921 leidde tot een eerste conflict op dit gebied. Dit geraamteplan wilde van Noord een volwaardig stadsdeel maken met een brug als vaste oeververbinding. De scheepvaart door het IJ zou omgeleid worden via een noordelijker gelegen kanaal. Arie Keppler was hiertegen omdat dit de groei van Noord zou inperken. In 1924 kwam Arie Keppler met een eigen uitbreidingsplan voor Noord. Voor de vaste oeververbinding werd een tunnel voorgesteld zodat het scheepvaartverkeer niet omgeleid en de uitbreiding van de woningbouw niet ingeperkt hoefde te worden. Formeel werd geen van beide plannen uitgevoerd maar de stadsuitbreiding in Noord ging door, want de woningnood was nog steeds nijpend. Al het vervoer moest via ponten. Er ontstonden daar lange files. Hierdoor raakte Amsterdam-Noord steeds meer in een isolement. Na veel gedoe werd tot verdriet van Arie Keppler pas in 1935 het Algemeen Uitbreidingsplan (AUP) vastgesteld met een boogkanaal voor het omleiden van de scheepvaart en inperking van de woningbouw in Noord. Dit plan is als gevolg van de Tweede Wereldoorlog overigens ook nooit uitgevoerd.

## Einde carrière
In 1937 moest Arie Keppler volgens een nieuwe generieke regeling voor ouderen vervroegd met pensioen gaan. Verbitterd als hij was, kon hij niet meer inzien dat hij een grote bijdrage had geleverd aan de bouw van woningen voor arbeiders. Mede door zijn toedoen stond Amsterdam in die tijd nationaal en internationaal bekend vanwege zijn voortrekkersrol op het gebied van de volkshuisvesting.

## Eerbetonen
In Zaandam werd een belangrijke uitvalsweg naar hem vernoemd, die achtereenvolgens de naam H.Gerhardstraat, Kepplerstraat en Wibautstraat heeft. In 1956 werd in Amsterdam-Zuid het Arie Kepplerhuis opgeleverd; in 1996 vernoemde Amsterdam-Noord de straat Diopter naar Kepplers schuilnaam en in 1999 kwam het Borstbeeld Arie Keppler in Amsterdam-Noord. Eens per twee jaar reikt de Stichting MOOI Noord-Holland adviseurs omgevingskwaliteit de Arie Keppler Prijs uit. De prijs wordt toegekend aan initiatiefnemers van een - uit oogpunt van architectonische en stedenbouwkundige kwaliteit, monumentenzorg, stedenbouw of ruimtelijke ordening - voorbeeldig werk. De prijs werd ingesteld in 2001.